# Muzeul Țării Oașului

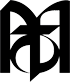
sigla Muzeului Țării Oașului

Muzeul Țării Oașului s-a înființat în anul 1966, este situat în apropierea centrului orașului Negrești-Oaș, la 200 de metri de drumul național care vine dinspre Satu Mare. Este situat pe o suprafață de 1,5 hectare, pe malul râului Tur. Muzeul are două secții: o expoziție permanentă cu o valoroasă colecție de etnografie și artă populară și Muzeul în aer liber.
Arhitectura tradițională este reprezentată de biserica de lemn din satul Lechința care datează din prima parte a secolului XVII, de casele din Racșa, Moișeni și Negrești (secolele XVIII-XIX), care, împreună cu cele zece construcții-anexă, formează trei gospodării complete, de două case moleculare din Gherța Mică și de casa de olar din Vama. În interioare sunt expuse piese valoroase din colecțiile de țesături, port popular, icoane, ceramică, mobilier și unelte ale muzeului.
Secțiunea alcătuită din instalațiile tehnice, în special cele acționate de apă, este partea "vie" și cea mai atractivă a muzeului. Aici vizitatorii îi pot vedea pe localnici venind să macine la moară, să spele la vultoare și să-și prelucreze țesăturile de lână la piuă. De asemenea, muzeul din Negrești este singurul loc în care se mai produce renumita ceramică de Vama.
Datorită reliefului din zonă și a vegetației abundente și având în vedere valoroasa colecție de etnografie și artă populară, Muzeul este foarte sugestiv pentru toată zona Țării Oașului.
La aproape 25 de ani de la înființare, prin anul 1990 s-au pus bazele unor colecții noi de artă plastică, documente, fotografii, fiind amenajată și Galeria de Artă “Mihai Pop”.
Din 1994 renumita ceramică de Vama se produce numai în muzeul din Negrești, iar din vara anului 2001, tot în muzeu funcționează un atelier-școală de ceramică, în care se pregătesc câteva zeci de elevi (atelierul a fost amenajat într-o splendidă casă de la începutul secolului al XX-lea, casa Contra din Vama), cu o dotare complexă: șase roți de olar, două cuptoare de ars, malaxor, mobilier, realizate printr-un proiect cu finanțare prin Programul european Phare. Se află în lucru un han tradițional, o pălincie și un atelier de gube.
Secția în aer liber este clasată ca monument istoric, cod LMI SM-II-a-A-05337.

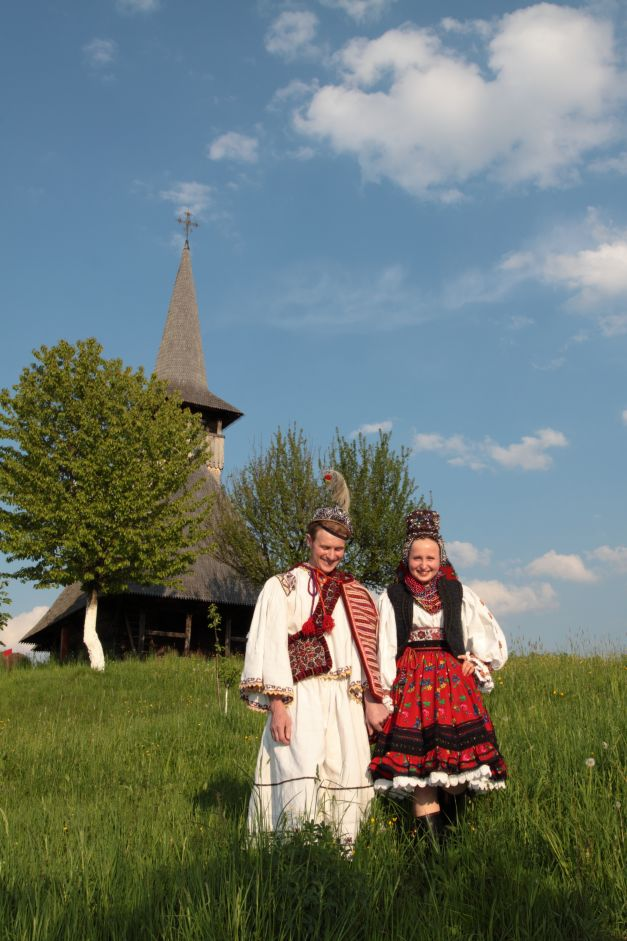
pereche de dansatori ai Ansamblul folcloric Oașul în Muzeul Țării Oașului

Director al muzeului este d-na Rusu Anca Natalia.